# Ганус Соренсен
Ганус Соренсен (фар. Hanus Sørensen; нар. 19 лютого 2001, Торсгавн) — фарерський футболіст, півзахисник словенського клубу «Целє» та національної збірної Фарерських островів.

## Клубна кар'єра
Вихованець клубу ГБ Торсгавн у січні 2017 року перебрався до данської юнацької команди «Мідтьюлланн». У складі «Мідтьюлланн» Ганус відіграв три сезони. 27 грудня 2020 дебютує на дорослому рівні за команду другого дивізіону Данії «Міддельфарт».
18 червня 2021 року Соренсена орендував на місяць ГБ Торсгавн II. У дорослій команді дебютував через чотири дні в кваліфікаційному матчі Ліги чемпіонів проти андоррського «Інтера» в якому поступились з рахунком 0–1.
Після оренди Ганус повернувся до «Міддельфарту».
Влітку 2023 перейшов до ГБ Торсгавн, кольори якого захищав до кінця 2024 року.
У січні 2025 року Ганус Соренсен як вільний агент приєднався до словенського клубу «Целє».

## Виступи за збірні
З 2016 по 2017 роки виступав за юнацьку збірну Фарерських островів U-17.
З 2017 по 2019 роки виступав за юнацьку збірну Фарерських островів U-19.
З 2020 захищає кольори молодіжної збірної Фарерських островів. У складі молодіжної збірної провів десять матчів.
У 2022 році дебютував у складі національної збірної Фарерських островів, наразі в складі збірної провів 16 матчів та відзначився одним голом.

### Статистика виступів за збірну
| Дата       | Місто        | Господарі          | Результат | Гості              | Турнір                               | Голи | Примітки |
| ---------- | ------------ | ------------------ | --------- | ------------------ | ------------------------------------ | ---- | -------- |
| 16-11-2022 | Оломоуць     | Чехія              | 5 – 0     | Фарерські острови  | товариський матч                     | -    | 71'      |
| 27-3-2023  | Скоп'є       | Північна Македонія | 1 – 0     | Фарерські острови  | товариський матч                     | -    |          |
| 17-6-2023  | Торсгавн     | Фарерські острови  | 0 – 3     | Чехія              | Відбір до ЧЄ 2024                    | -    | 58'      |
| 20-6-2023  | Торсгавн     | Фарерські острови  | 1 – 3     | Албанія            | Відбір до ЧЄ 2024                    | -    |          |
| 16-11-2023 | Осло         | Норвегія           | 2 – 0     | Фарерські острови  | товариський матч                     | -    | 80'      |
| 22-3-2024  | Торсгавн     | Фарерські острови  | 4 – 0     | Ліхтенштейн        | товариський матч                     | -    | 46'      |
| 26-3-2024  | Бренбівестер | Данія              | 2 – 0     | Фарерські острови  | товариський матч                     | -    |          |
| 8-6-2024   | Таллінн      | Естонія            | 4 – 1     | Фарерські острови  | Кубок Балтики                        | -    | 89'      |
| 11-6-2024  | Лієпая       | Латвія             | 1 – 0     | Фарерські острови  | Кубок Балтики                        | -    | 66'      |
| 7-9-2024   | Торсгавн     | Фарерські острови  | 1 – 1     | Північна Македонія | Ліга націй УЄФА 2024-2025 - 1-й етап | -    |          |
| 10-9-2024  | Рига         | Латвія             | 1 – 0     | Фарерські острови  | Ліга націй УЄФА 2024-2025 - 1-й етап | -    |          |
| 10-10-2024 | Торсгавн     | Фарерські острови  | 2 – 2     | Вірменія           | Ліга націй УЄФА 2024-2025 - 1-й етап | -    | 82'      |
| 13-10-2024 | Торсгавн     | Фарерські острови  | 1 – 1     | Латвія             | Ліга націй УЄФА 2024-2025 - 1-й етап | 1    |          |
| 14-11-2024 | Єреван       | Вірменія           | 0 – 1     | Фарерські острови  | Ліга націй УЄФА 2024-2025 - 1-й етап | -    | 62'      |
| 17-11-2024 | Скоп'є       | Північна Македонія | 1 – 0     | Фарерські острови  | Ліга націй УЄФА 2024-2025 - 1-й етап | -    | 85'      |
| Усього     |              | Матчів             | 15        |                    | Голів                                | 1    |          |